# Ильинский (Московская область)
Ильи́нский — посёлок городского типа в Раменском городском округе Московской области России.
Население — 14 849 чел. (2024)
Расположен с обеих сторон от платформы Ильинская Казанского направления железной дороги, примыкает к городу Жуковский. Расстояние от Москвы составляет 17 километров.

## История
В XIX веке здешние земли входили в состав обширного имения графа И. И. Воронцова-Дашкова с центром в Быкове. В последней четверти XIX века оно было куплено членом правления и совладельцем Акционерного общества по строительству Московско-Рязанской железной дороги Н. И. Ильиным. После его смерти до революции 1917 года ими владела его вдова.
Строительство дороги способствовало быстрому развитию всего левобережья Москвы-реки. Ильины оказались предприимчивыми хозяевами и приобретённую землю начали продавать или сдавать в аренду под дачи московской знати. Завели молочную ферму для снабжения дачников свежим молоком и выращивали для тех же целей овощи.
Часть земли выкупило правление Московской дороги для своих служащих. Постепенно посёлок рос. Среди сосновых лесов выкопали два пруда и устроили купальни, здесь же прорубались просеки для аллей и улиц. Построили электростанцию и другие сооружения. Так же благоустраивался и посёлок Быково. Председатель правления дороги К. Ф. фон Мекк построил для себя великолепный двухэтажный особняк, только в 1980-е года снесённый за ветхостью. В нём много лет размещался детский санаторий. Дачи принадлежали купцам, директорам московских заводов, в частности книгоиздателю И. Д. Сытину, артистам. Участки приобретались крупные, на них разбивались сады, строились дачные дома, помещения для прислуги.
В 1913 году заложена была церковь, сгоревшая в конце 20-х годов. На этом месте летом 1994 года заложен камень и установлен крест. Тем самым положено начало восстановлению храма Петра и Павла на средства прихожан и спонсоров. После революции наиболее крупные дачи были национализированы. В некоторых разместили детские дома и сады, часть сдавали под жильё на лето или для постоянного проживания.
По данным переписи 1926 года в посёлке Ильинском зафиксированы 225 домов и 1371 житель, имелся поселковый совет, работа которого оживляется в 30-е гг., когда для улучшения жилищных условий рабочих Раменской текстильной фабрики «Красное Знамя» в посёлок переселили 300 семей. 15 рабочих вошли в число депутатов Совета. В то время на окраине посёлка был создан совхоз «Кролики», который впоследствии ликвидировали.
Носил статус посёлка городского типа — с 1975 года.
В посёлке Ильинском находится школа № 25 с музеем «Опалённая юность». Из неё в 1941 г. в первый день войны 26 учащихся класса ушли добровольцами на фронт. Живыми вернулись только четверо. Один из оставшихся в живых — Юрий Деницкий (литературный псевдоним Ильинский) написал о своих товарищах несколько книг, в том числе «Опалённая юность».
С 1 января 2006 года до 4 мая 2019 года поселок образовывал одноимённое муниципальное образование (городское поселение Ильинский) как единственный населённый пункт в его составе.
В 2025 году рабочий посёлок преобразован в посёлок городского типа.

## Экономика и география
Большая часть территории посёлка находится к северу от полотна железной дороги.
К северу от посёлка расположены деревня Апариха и крупный лесной массив (микрорайон Хрипанское поле граничит с деревней Хрипань). Посёлок граничит на востоке с селом Кратово и деревней Поповка, на юге — с Жуковским, на западе — с посёлком городского типа Быково.
Ильинский — известное дачное место. Пруд и рекреационная зона со спортплощадками (футбол, волейбол, баскетбол) и детской игровой площадкой в центральной части посёлка — популярное место отдыха местных жителей. 19 сентября 2015 года в районе ж/д станции была открыта площадь Ильиных со сквером и фонтаном.
Имеются два детских санатория (Детский бронхолёгочный санаторий № 27 и Корпус «Ильинское» санатория «Малаховка»), две средние общеобразовательные школы (№ 25 на юге посёлка и № 26 в центральной части посёлка), детский сад № 1956 (напротив школы № 26), детская музыкальная школа, Дом культуры «Берёзка», поликлиника.
На территории посёлка расположены пожарная часть, отделение полиции, а также два отделения Почты России — № 140120 и № 140121. По территории посёлка проходит два автобусных маршрута: № 10 (внутрипоселковый, маршрут пл. Ильинская — пос. Островского, длина 2 км), № 11 пос. Щорса — ст. Быково — Сан. «Сосны» и маршрутное такси № 70 (ст. Родники — г. Раменское).
Продовольственные, промтоварные магазины и аптеки располагаются в непосредственной близости от ж/д станции Ильинская. В северной части посёлка (микрорайон пос. Островского) также имеется несколько продовольственных магазинов и крытый рынок.
В торговом комплексе недалеко от станции есть зоомагазин, магазин детской одежды и прочие торговые предприятия.
Есть отделение Сбербанка, а также банкомат Московского кредитного банка в здании Ильинской УК.
В посёлке функционирует несколько производственных предприятий, среди которых:
- Быковское производственное объединение — Филиал № 3 предприятия «5113 Центральная торгово-закупочная база» (бывшая Быковская погонная фабрика), специализирующаяся на производстве спецодежды, военной формы и аксессуаров (погоны, нарукавные знаки и т. д.) для всех силовых ведомств, рабочей одежды;
- Производственное предприятие «Интерскол» — один из крупнейших производителей российского электроинструмента;
- Сибирская конная мануфактура[11];
- Завод «Дока Мастер» — производство тротуарной плитки, брусчатки и других бетонных изделий.

## Население
| 1926    | 1939    | 1979    | 1989    | 2002    | 2009    | 2010    |
| ------- | ------- | ------- | ------- | ------- | ------- | ------- |
| 1371    | ↗6579   | ↗8264   | ↗8450   | ↘7995   | ↗8445   | ↗10 279 |
| 2012    | 2013    | 2014    | 2015    | 2016    | 2017    | 2018    |
| ↗10 556 | ↗10 744 | ↗10 860 | ↗10 915 | ↗11 069 | ↗11 123 | ↗11 233 |
| 2019    | 2020    | 2021    | 2023    | 2024    |         |         |
| ↗11 341 | ↗11 688 | ↗14 645 | ↗14 779 | ↗14 849 |         |         |

## Образование
- Детский сад № 52
- Детский развивающий центр «Мишутка»
- Средняя школа № 25
- Средняя школа № 26[30]

## Достопримечательности
Рядом со станцией расположен величественный храмовый комплекс Святых апостолов Петра и Павла, включающий в себя одноимённый сорокаметровый храм (используется как летний), храм Пророка Илии (нижний этаж, зимний) и храм Введения во храм Пресвятой Богородицы (в отдельно стоящем здании). Настоятель храма — протоиерей Димитрий (Фёдоров). На территории храма находится могила основателя и первого настоятеля иерея Павла (Жилина). Почитаемые святыни храма — частицы мощей св. Оптинских старцев и св. благоверного князя Александра Невского. 5 августа 2018 года храм Святых апостолов Петра и Павла с приделами был торжественно освящён митрополитом Крутицким и Коломенским Ювеналием.
Напротив храмового комплекса расположен сквер с фонтаном и памятник «Вечная Слава героям, павшим за Родину в 1941—1945 гг.».
В южной части посёлка, на границе с Жуковским, находится обелиск «Опалённая юность», посвящённый ушедшим на фронт в первый день Великой Отечественной войны учащимся школы № 25.
На окраине Ильинского находится комплекс зданий общежития № 3 МГТУ им. Н. Э. Баумана.